# Поливанів Яр (заказник)

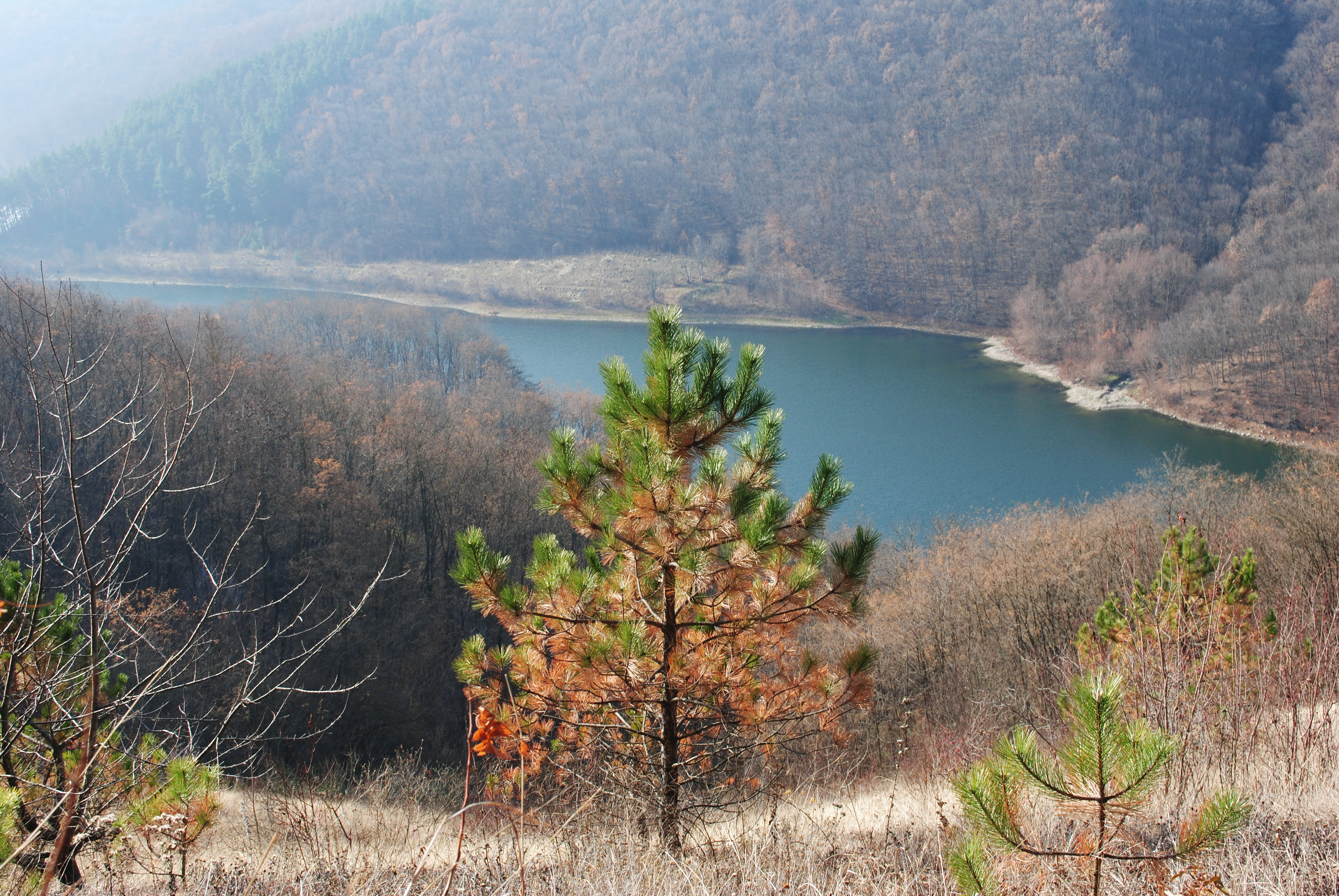

Поли́ванів Яр — ландшафтний заказник місцевого значення в Україні. Розташований у межах Кельменецького району Чернівецької області, на північ від села Іванівці. Входить до складу національного природного парку «Хотинський». 
Площа 411 га. Статус надано згідно з рішенням 2-ї сесії облради XXII скликання від 16.12.1994 року. Перебуває у віданні ДП «Сокирянський лісгосп» (Іванівецьке л-во, кв. 1—5, 58). 
Статус надано з метою збереження мальовничого природного комплексу з лісами і лучною рослинністю на крутосхилах глибокого яру, по дну якого тече потічок, що впадає у Дністер. Особливо цінними є геологічні та геоморфологічні утворення на схилах яру. 
Типовий ландшафтний комплекс в придністровській частині Північно-Бесарабської географічної області з лісами на крутосхилах з цінними геологічними та геоморфологічними утвореннями, а також історичними пам'ятками. 
Правий схил вкритий змішаною лісовою рослинністю, ялина, сосна, дуб, граб, тополя, а також густими чагарниками. На лівому схилі переважає трав'янисто–чагарникова рослинність, тут видобувають вапняк кустарним способом у місцевому кар'єрі. 
Заказник «Поливанів Яр» є пам'яткою трипільської культури, яка розташована неподалік колишнього села Молодове на межі Кельменецького та Сокирянського району. Відкрито археологом Тетяною Сергіївною Пасек у 1948 році під час археологічної розкопки, а у 1994 році зареєстрований як ландшафтний заказник, який займає площу в 411 га. Досліджували Поливанів Яр протягом 1945-1951 років. В ньому виявлені поселення наших предків ще за 30-40 тисяч років до нашої ери. Розкопкам встановлена наявність трьох культурних шарів, які належать до різного періоду існування землеробського поселення. Відкрито залишки землянок, майстерень по обробці кременю, наземних глинобитних жител. Житла були двох типів: напівземлянкові на зиму та тимчасові у вигляді наметів на літо. Жили родовими общинами і перебували на одному місці тривалий час. Аналіз попелу, що знаходиться в центрі житла показав, що дерево, від якого залишилося вугілля, згоріло близько 44 тисячі років тому. Знайдено орнаментований глиняний посуд для зберігання зерна, крем'яні скребки, ножі, вкладні до серпів, свердла, сокири, кістяні проколки, мідні шила, шпильки, підвіски, численні глиняні жіночі статуетки культового призначення. Поселення Поливанів Яр свідчить про безперервне існування системи землеробської культури на території України з часів кам'яного періоду. В недалекому минулому були спроби відновити розкопки цієї унікальної пам'ятки археології. Однак за роки незалежності України нашій вітчизняній археології через постійні проблеми не було змоги повернутися на цей унікальний об'єкт для його дослідження. 
Об'єкт має історичну цінність та естетичне значення.